# Amalie Joachim

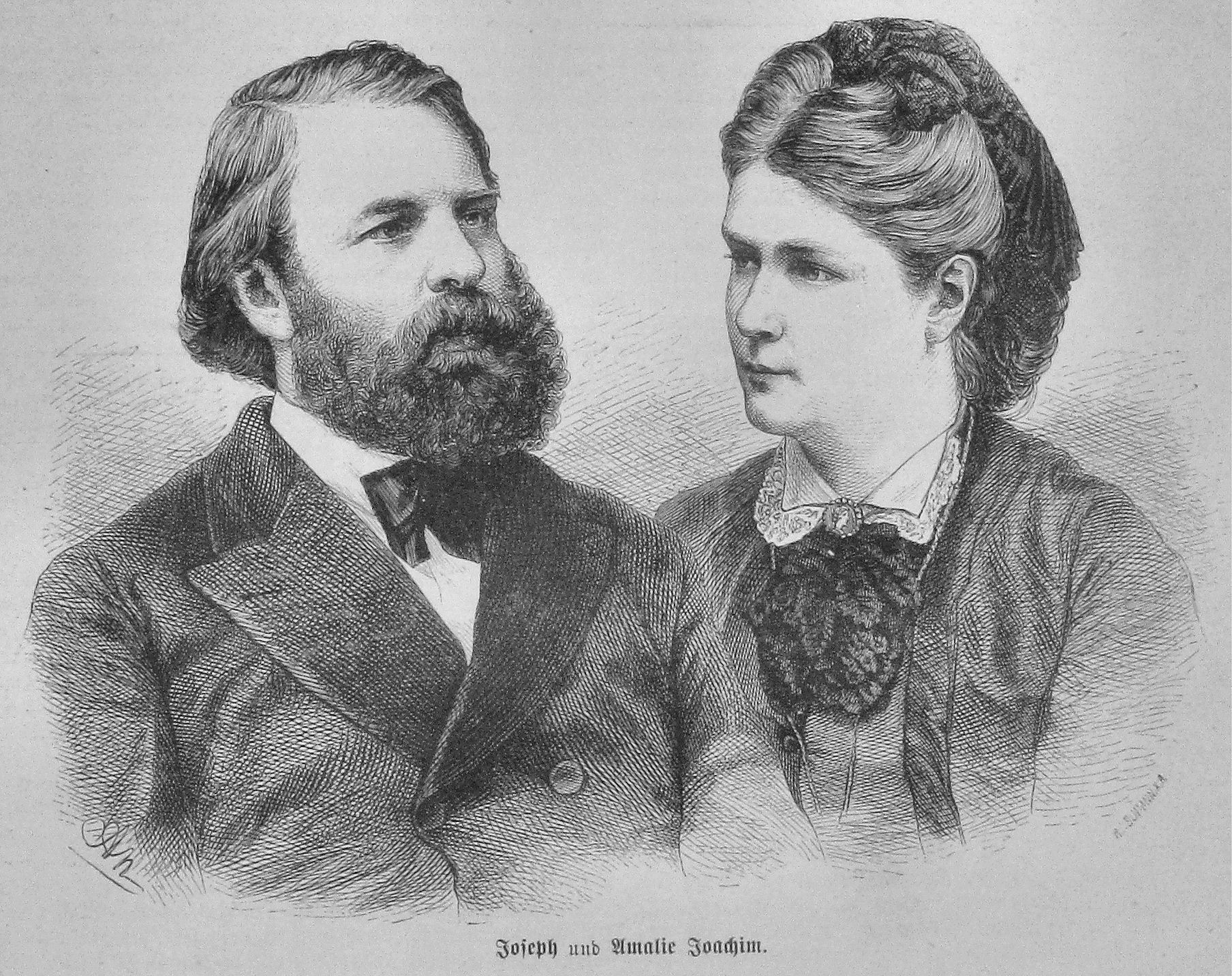
Joseph och Amalie Joachim.

Amalie Joachim, född Schneeweiß den 10 maj 1839 i Marburg, Steiermark, död den 3 februari 1899 i Berlin, var en österrikisk altsångerska.
Amalie Joachim var anställd vid hovoperan i Hannover. Efter sitt giftermål med Joseph Joachim 1863 lämnade hon scenen och ägnade sig uteslutande åt konsertsalen och sin verksamhet som lärarinna; både i oratoriet och som romanssångerska, särskilt i framförandet av Schumann, firade hon stora triumfer, och både som utövande konstnär och i sin lärarverksamhet stod hon värdigt vid sin mans sida. År 1882 upplöstes äktenskapet mellan dem.